# Patricia Elsener
Pour les articles homonymes, voir Elsener.
Patricia Elsener, née le 22 octobre 1929 à Oakland (Californie) et morte le 29 septembre 2019, est une ancienne plongeuse américaine. Elle est médaillée d'argent olympique en 1948.

## Carrière
Aux Jeux olympiques d'été de 1948 à Londres, elle remporte l'argent lors du plongeon de haut-vol à 10 m derrière sa compatriote Victoria Draves. Elle est également médaillée de bronze en plateforme à 3 m.